# فریدک-میستک
فْریدِک-میستـِک (به چکی: Frýdek-Místek) شهری در منطقه موراویا-سیلزیا کشور جمهوری چک است که جمعیت آن در سال ۲۰۰۷ میلادی ۵۹٫۴۱۶ نفر بوده است.

## نگارخانه

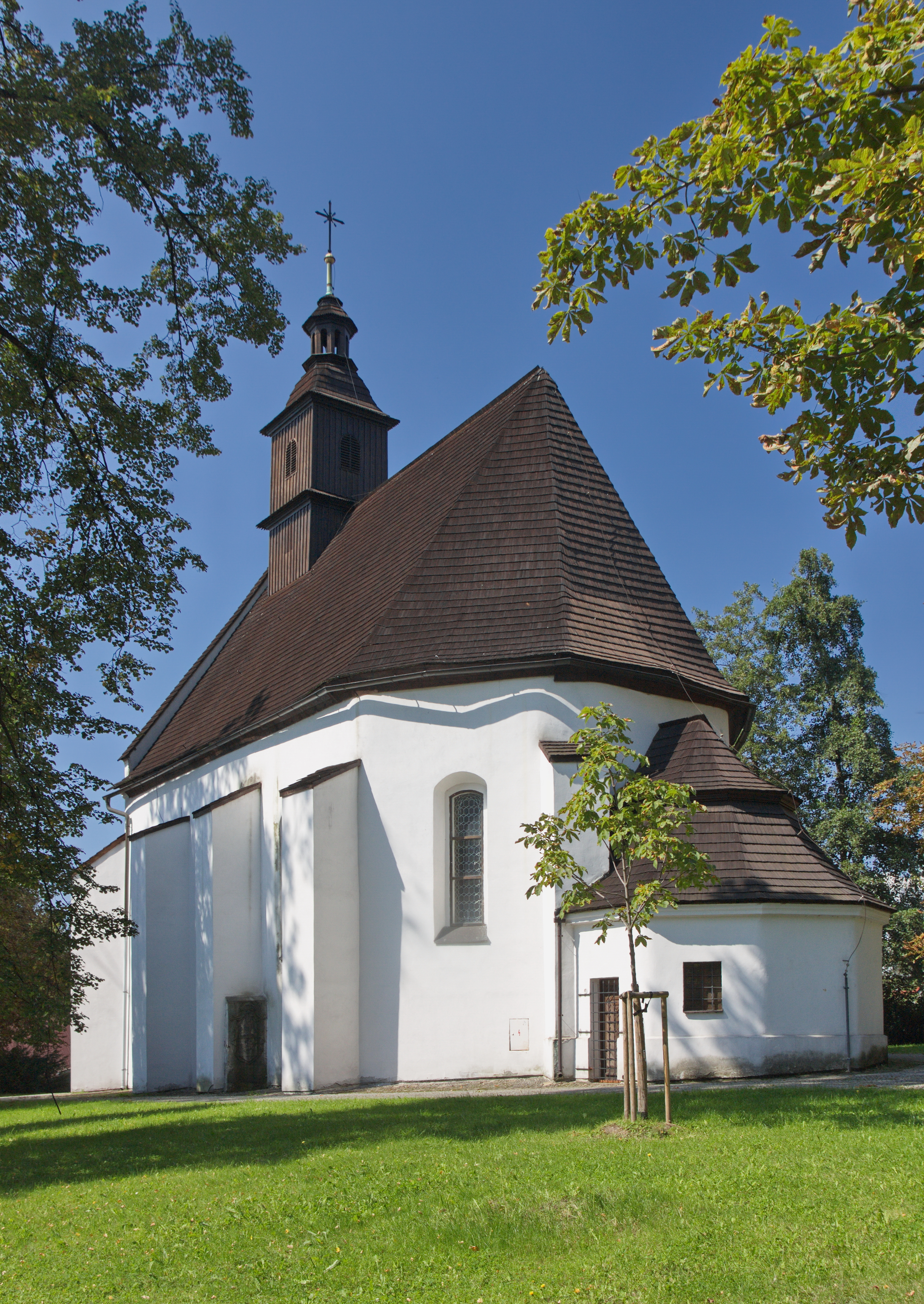
کلیسای سنت جودوک
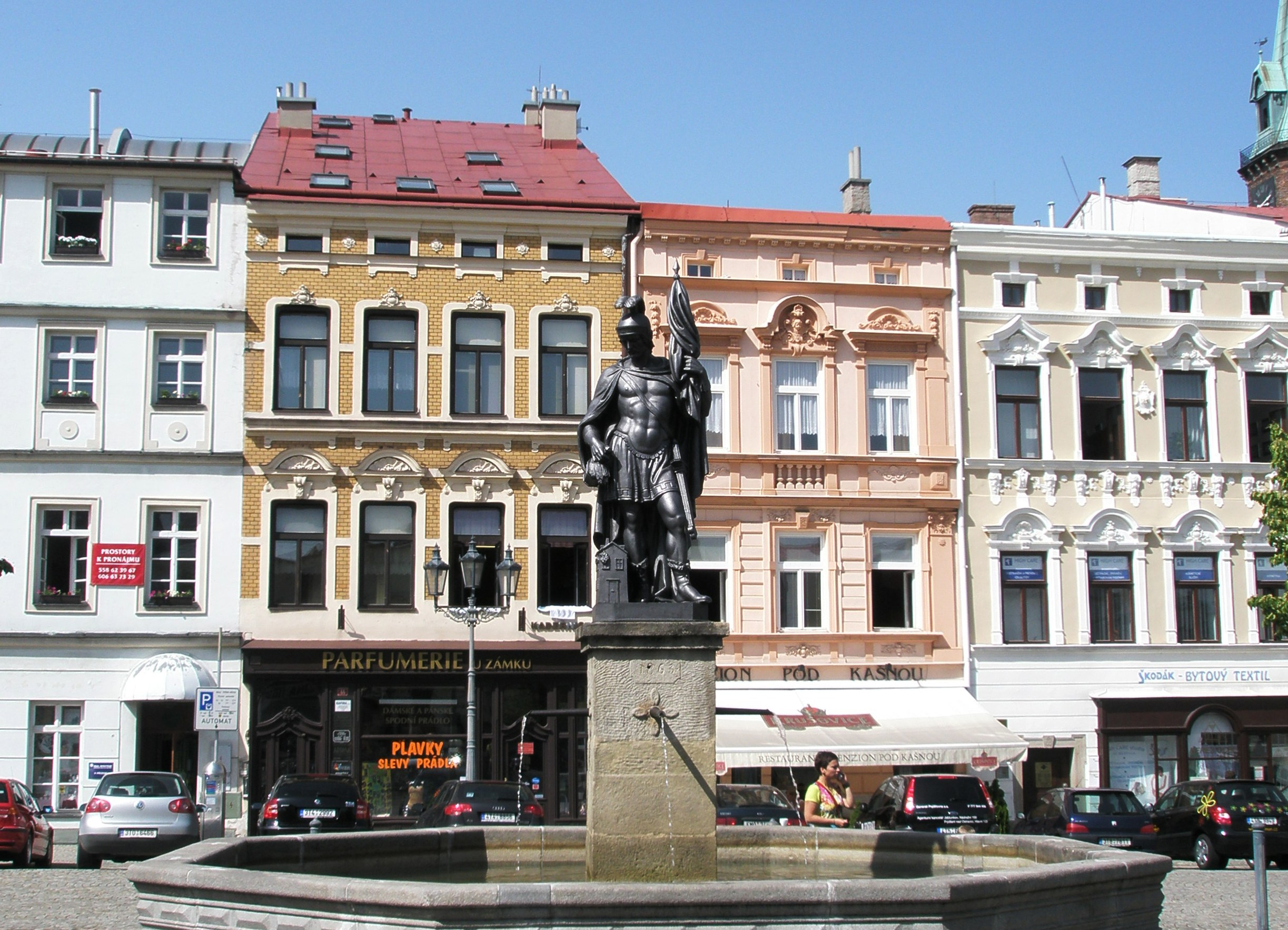
میدان شهر با مجسمه سنت فلوریان
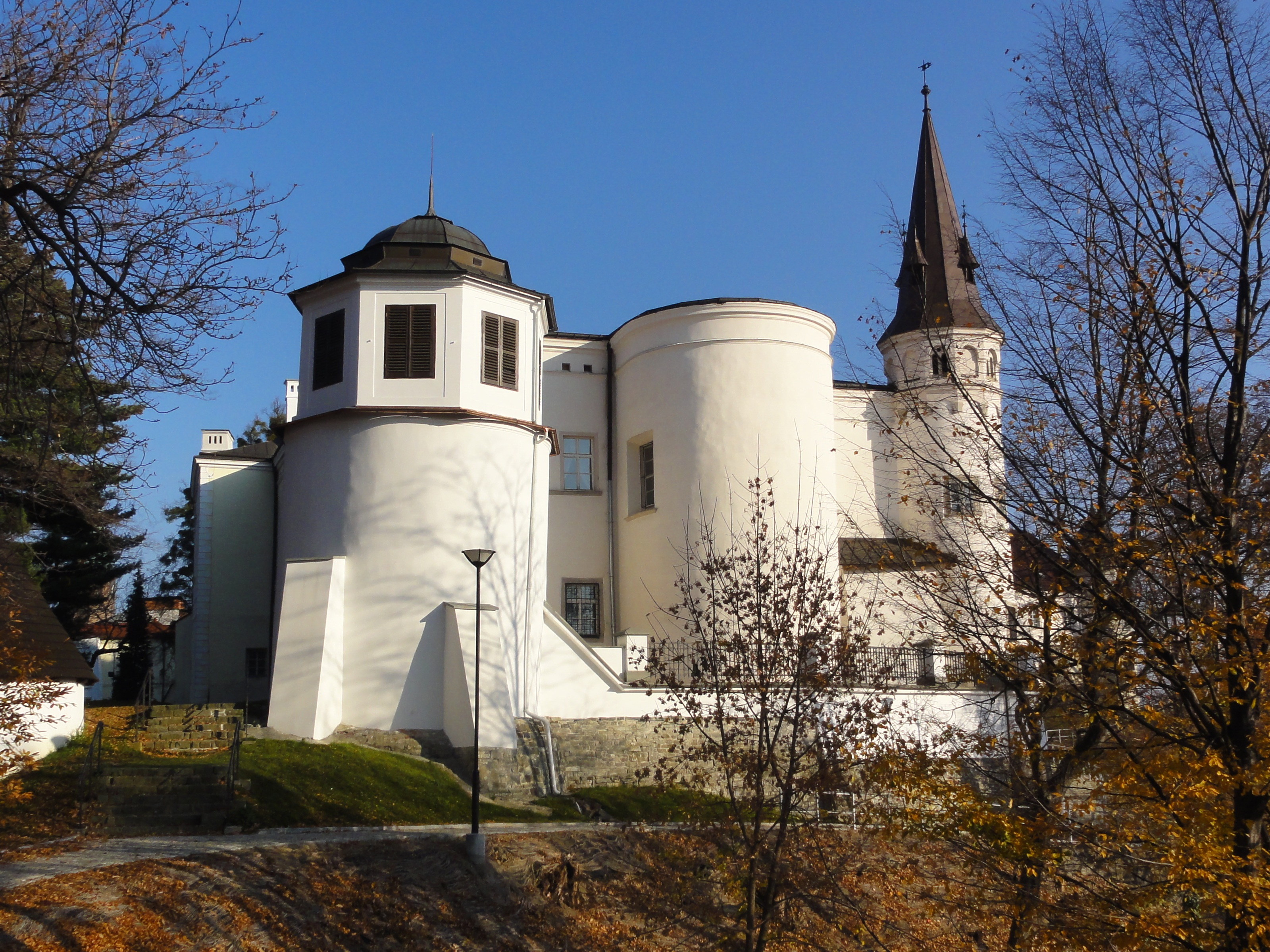
قصر فریدک در پاییز
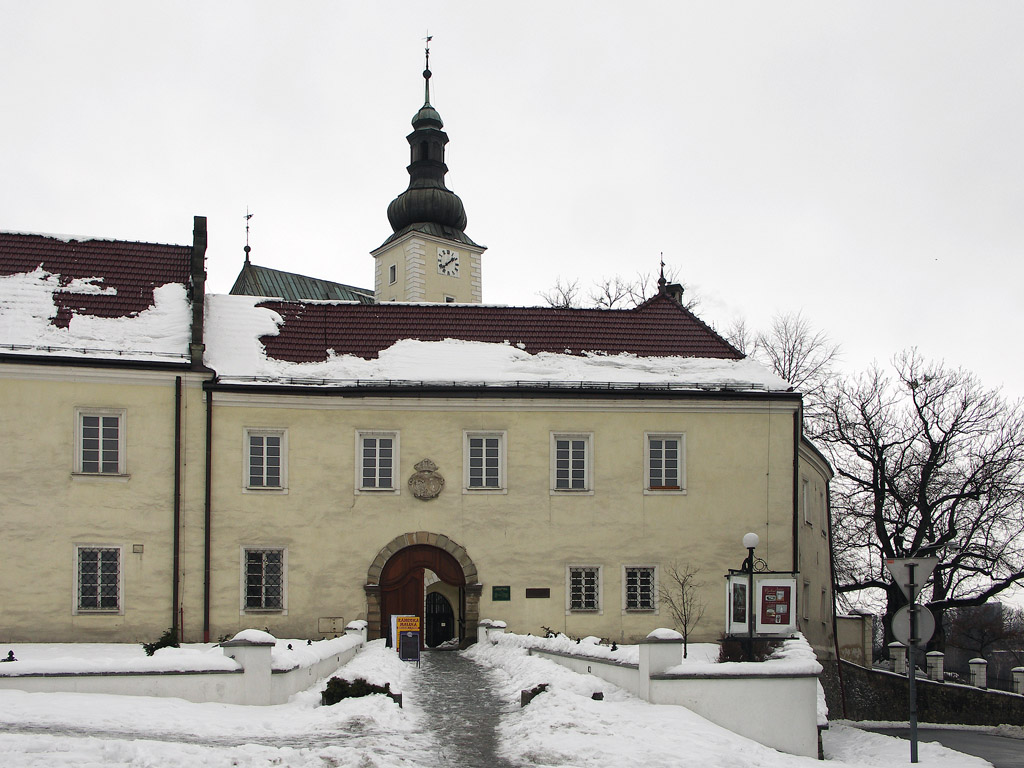
قصر فریدک در زمستان